# Кубок России по дзюдо 2019
Кубок России по дзюдо 2019 года прошёл с 13 по 15 декабря в Майкопе (Адыгея). В розыгрыше приняли участие 435 спортсменов (300 мужчин и 135 женщин), которые представляли 54 региона страны.

## Медалисты

### Мужчины
| Категория                   | Золото                                                | Серебро                                                 | Бронза                                                                           |
| --------------------------- | ----------------------------------------------------- | ------------------------------------------------------- | -------------------------------------------------------------------------------- |
| Наилегчайший вес (до 60 кг) | Егор Цветков · Башкортостан · Оренбургская область    | Заур Калашаов · Ленинградская область                   | Малик Кармов · Москва Альберт Монгуш · Тыва                                      |
| Полулёгкий вес (до 66 кг)   | Анзаур Арданов · Адыгея                               | Геворг Карапетян · Кемеровская область                  | Ислам Циканов · Кемеровская область Ислам Хаметов · Самарская область            |
| Лёгкий вес (до 73 кг)       | Феликс Галуаев · Московская область · Северная Осетия | Мирзоюсуф Гафуров · Тюменская область                   | Апти Заурбеков · Чечня Александр Купершмит · Санкт-Петербург                     |
| Полусредний вес (до 81 кг)  | Заур Арданов · Адыгея                                 | Георгий Елбакиев · Московская область · Северная Осетия | Магомед Абдулкагиров · Ставропольский край Джамбулат Кушхов · Кабардино-Балкария |
| Средний вес (до 90 кг)      | Муслим Итуев · Чечня                                  | Давид Оганисян · Краснодарский край                     | Гаджи Шамилов · Дагестан Алий Датхужев · Адыгея                                  |
| Полутяжёлый вес (до 100 кг) | Зелимхан Башаев · Москва                              | Абдулмуслим Баркалаев · Дагестан                        | Шамад Гагаев · Москва Инал Кочиев · Северная Осетия                              |
| Тяжёлый вес (свыше 100 кг)  | Никита Дибрин · Тюменская область                     | Алексей Казачков · Ставропольский край                  | Аслан Джиоев · Мордовия Вахид Даурбеков · Башкортостан                           |

### Женщины
| Категория                   | Золото                                               | Серебро                                                     | Бронза                                                                                                   |
| --------------------------- | ---------------------------------------------------- | ----------------------------------------------------------- | --- |
| Наилегчайший вес (до 48 кг) | Мария Персидская · Самарская область                 | Алина Сергеева · Тюменская область                          | Анастасия Павленко · Самарская область Кристина Кокаева · Северная Осетия                                |
| Полулёгкий вес (до 52 кг)   | Екатерина Долгих · Московская область                | Антонина Солкан · Брянская область                          | Ольга Гагарина · Москва Татьяна Аякина · Московская область                                              |
| Лёгкий вес (до 57 кг)       | Кристина Шилова · Московская область · Пермский край | Маргарита Шрайнер · Краснодарский край                      | Катерина Доценко · Пермский край Дилбара Салкарбек · Самарская область · Санкт-Петербург                 |
| Полусредний вес (до 63 кг)  | Надежда Ромашкова · Рязанская область                | Алевтина Гаитова · Челябинская область                      | Яна Полякова · Свердловская область Елена Брылякова · Краснодарский край                                 |
| Средний вес (до 70 кг)      | Дали Лилуашвили · Свердловская область               | Ревекка Харебова · Северная Осетия                          | Екатерина Денисенкова · Ханты-Мансийский автономный округ — Югра Людмила Налетова · Свердловская область |
| Полутяжёлый вес (до 78 кг)  | Жанара Кусанова · Ямало-Ненецкий автономный округ    | Марина Букреева · Красноярский край                         | Светлана Воронина · Липецкая область Тамара Лищенко · Новосибирская область                              |
| Тяжёлый вес (свыше 78 кг)   | Элис Старцева · Москва                               | Анжела Гаспарян · Калининградская область · Санкт-Петербург | Дарья Карпова · Хабаровский край Юлия Ляниченко · Ямало-Ненецкий автономный округ                        |